# 柳亭痴楽
柳亭 痴楽（りゅうてい ちらく）は落語の名跡。現在は空き名跡となっている。
- 初代春風舎痴楽 - 後∶五代目柳亭左楽
- 二代目柳亭痴楽 - 後∶七代目春風亭柳枝
- 三代目柳亭痴楽 - 本項にて記述
- 四代目柳亭痴楽 - 当該項目で記述
- 五代目柳亭痴楽 - 当該項目で記述

三代目 柳亭 痴楽（りゅうてい ちらく、1894年2月 - ？）は、落語家。本名∶関根 弁次郎。

## 経歴
- 最初は三代目古今亭今輔の門で古今亭今之助。
- 一時初代桂小南を名乗る。
- 三代目三遊亭圓橘、月の家圓鏡らと三遊分派の設立に参加した。
- 1920年11月、三代目古今亭今松に改名。
- 1928年4月、五代目柳亭左楽門に移り、三代目柳亭痴楽を襲名し真打昇進。

## 人物
元来裕福な家庭で出世意欲がなく結局売れなかった。没年不詳。俗に本名から「弁ちゃんの痴楽」と言う。